# Edestidae
 (mai 2017).
Si vous disposez d'ouvrages ou d'articles de référence ou si vous connaissez des sites web de qualité traitant du thème abordé ici, merci de compléter l'article en donnant les références utiles à sa vérifiabilité et en les liant à la section « Notes et références ».
Famille
Les Edestidae (édestidés en français) forment une famille éteinte d'holocéphales ayant vécu du Carbonifère à la fin du Trias. Ils appartiennent à l'ordre des eugeneodontidés. Les genres les plus connus de cette famille sont Edestus et Listracanthus.

## Description
Les Edestidae et les Helicoprionidae ont presque toutes les mêmes caractéristiques, à une différence près : leurs mâchoires inférieures. Chez les Helicoprionidae les mâchoires sont en forme de scie circulaire alors que, contrairement à tout le règne animal, les Edestidae n'ont qu'une seule rangée de dents, ce qui laisse un doute sur la façon dont ils mangeaient leurs proies (poissons et amphibiens primitifs).

## Galerie

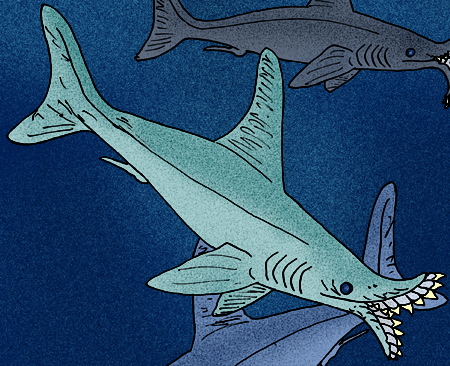
Reconstitution graphique d'Edestus giganteus.
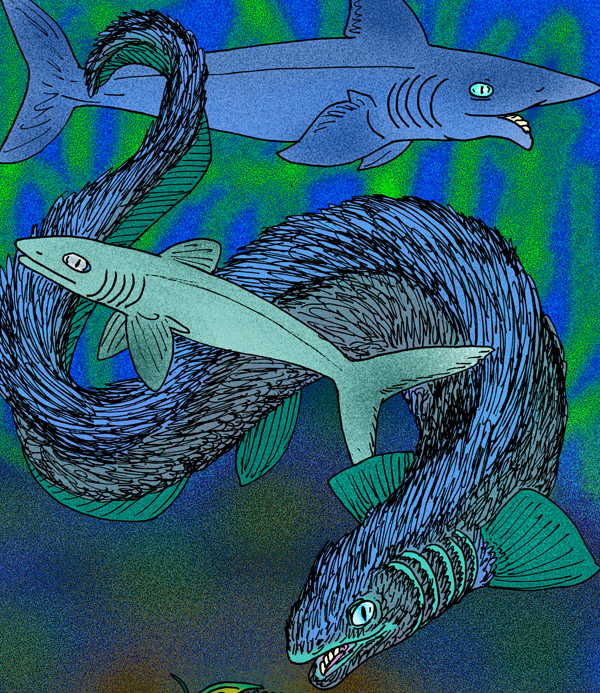
Dessin de   Listracanthus hystrix.